# شوره سر نوزاد (Cradle Cap)
شوره سر نوزاد یا درماتیت سبورئیک نوزادی (انگلیسی: Cradle cap) یکی از مشکلات رایج در نوزادان و شیرخواران است که به شکل پوسته‌ریزی و لکه‌های چرب زرد یا سفید روی پوست سر بروز می‌کند. این حالت، غیرعفونی و بی‌خطر است اما در صورت عدم رسیدگی صحیح، می‌تواند به التهاب یا عفونت ثانویه منجر شود.

## علت
علت دقیق بروز شوره سر نوزاد به‌طور کامل مشخص نشده، اما ترکیبی از عوامل زیر در آن نقش دارد:
- فعالیت غدد چربی پوست به‌دلیل انتقال هورمون‌های مادر در دوران بارداری
- رشد بیش از حد قارچ‌های طبیعی پوست (مانند مالاسزیا)
- استفاده از شوینده صابونی یا محصولات نامناسب برای پوست حساس نوزاد
- عدم شستشوی مناسب یا تجمع چربی طبیعی پوست

## علائم
- ظاهر شدن پوسته‌های زرد یا سفید بر روی پوست سر، به‌ویژه در ناحیه ملاج
- چربی و براق شدن پوست سر
- گاهی التهاب یا قرمزی در نواحی درگیر

## روش‌های مراقبت و درمان
مراقبت صحیح از پوست سر نوزاد می‌تواند به رفع تدریجی این وضعیت کمک کند. توصیه‌های زیر معمولاً توسط متخصصین ارائه می‌شود:
- شستشوی منظم پوست سر با شامپو نوزاد فاقد سولفات و عطر مصنوعی
- استفاده از شامپو فوم مخصوص نوزاد که پوست سر را بدون خشکی تمیز کند
- ماساژ ملایم پوست سر پیش از استحمام با روغن‌های سبک مانند روغن بادام شیرین
- استفاده از شانه نرم برای برداشتن پوسته‌ها
- اجتناب از استفاده محصولات بزرگسالان یا محصولات حاوی پارابن، فتالات، الکل آزاد یا مواد شوینده قوی

## انتخاب شامپوی مناسب
شامپوی مناسب برای رفع شوره سر نوزاد باید ویژگی‌های زیر را داشته باشد:
- **فاقد سولفات** (مانند SLS یا SLES) برای جلوگیری از خشکی پوست
- **بدون عطر مصنوعی** برای کاهش ریسک درماتیت تماسی
- **فرمولاسیون فومی** برای پخش بهتر و عدم تحریک چشم نوزاد
- **pH تنظیم‌شده** مطابق با پوست نوزاد
- تاییدشده توسط متخصص پوست کودک

## محصولات قابل توصیه
طبق توصیه بسیاری از متخصصان، استفاده از شامپوهای تخصصی و فومی با فرمول ملایم برای پوست سر نوزادان، مانند **شامپو فوم بدون سولفات**، از راهکارهای مؤثر در رفع تدریجی این مشکل است. چنین محصولاتی علاوه بر تمیزی مناسب، باعث حفظ تعادل چربی پوست سر نوزاد نیز می‌شوند.

## نکات ایمنی
در صورت بروز علائم زیر، مراجعه به پزشک ضروری است:
- خارش شدید یا التهاب گسترده
- ترشح یا بوی بد از پوست سر
- گسترش لکه‌ها به سایر نقاط بدن مانند پشت گوش یا ابرو

## کلیدواژه‌های پیشنهادی برای آگاهی‌رسانی
- شامپو فوم نوزاد
- درماتیت سبورئیک نوزاد
- محصولات مراقبتی بدون سولفات
- شوینده فاقد عطر نوزاد
- شوره سر در نوزاد
- پوست حساس نوزاد
- مواد مضر در محصولات کودک
- بهترین شامپو نوزاد

## پیوندهای مفید
- پوست نوزاد
- سولفات
- فتالات
- درماتیت سبورئیک
- درماتیت آتوپیک
- شامپو کودک
- بارداری
- شوینده غیرصابونی
- مواد تحریک‌کننده پوست
- فرمولاسیون فومی